# 阿卡特南戈 (奇馬爾特南戈省)
14°33′16″N 90°56′38″W / 14.55444°N 90.94389°W
阿卡特南戈（西班牙語：Acatenango），是危地馬拉的城鎮，位於該國中部，由奇馬爾特南戈省負責管轄，始建於1797年，面積172平方公里，海拔高度1,586米，2002年人口18,336，人口密度每平方公里106.6人。